# Provincia di Tibesti
La provincia di Tibesti è una delle province del Ciad. Il capoluogo è Bardaï. È stata istituita il 19 febbraio 2008 con lo smembramento dell'ex regione di Borkou-Ennedi-Tibesti.

## Suddivisioni amministrative
La provincia è divisa nei seguenti dipartimenti:
| Dipartimento | Capoluogo | Comuni                             |
| ------------ | --------- | ---------------------------------- |
| Bardaï       | Bardaï    | Bardaï, Zoumri, Yebissoma          |
| Zouar        | Zouar     | Zouar, Goubonne, Zouarké           |
| Wour         | Wour      | Wour, Taou, Madigué, Kouribougoudi |
| Aouzou       | Aouzou    | Aouzou, Oumou, Guizendo            |